# Урожайная (станция, Крым)
Урожайная (укр. Урожайна, крымскотат. Qurman) — железнодорожная станция в пгт Красногвардейском Красногвардейского района, в Крыму. На станции имеется вокзал с кассами по продаже билетов на пригородные поезда и поезда дальнего следования, работает камера хранения.

Открыта в 1874 году, как станция Курман-Кемельчи (на 802 версте). По Статистическому справочнику Таврической губернии. Ч.II-я. Статистический очерк, выпуск пятый Перекопский уезд, 1915 год, на вокзале Курман-Кемельчи Александровской волости Перекопского уезда числилось 12 дворов (все безземельные) с русским населением в количестве 72 человек приписных жителей, из которых 36 мужчин и 36 женщин. Жители владели 20 коров и 30 головами мелкого скота. В 1952 году станция была переименована в Урожайную.

## Пассажирское сообщение
По состоянию на конец апреля 2020 года, поезда дальнего следования остановки на станции не имеют. Пригородное сообщение осуществляется симферопольским ООО «ЮППК» по следующим направлениям:
| Перевозчик                              | Дистанция             | Направления и расписание |
| --------------------------------------- | --------------------- | ------------------------ |
| Южная пригородная пассажирская компания | Пригородное сообщение | Яндекс                   |